# Oshigata
Oshigata (押形) è un termine giapponese che designa une rappresentazione grafica della struttura della Spada giapponese, in particolare dell'Hamon, a scala 1:1 su un foglio di carta di riso molto fine.
Costituisce di fatto una sorta di impronta della lama sul foglio che in questo modo diventa una sorta di carta di identità dell'oggetto stesso. La sua fabbricazione richiede un elevato livello di osservazione critica da parte dell'esecutore; per questo motivo è realizzato da esperti affilatori. In più permette una memorizzazione delle caratteristiche stilistiche di ogni scuola.
Per eseguire un oshigata, si prende l'impronta dei contorni della lama con una specie di carboncino nero (dalla base verso la punta) senza dimenticare di prendere l'impronta del mei (firma dell'artigiano).
In un secondo momento, si disegnano le caratteristiche della linea da tempra avendo cura di mantenere le giuste dimensioni. Alcuni intenditori aggiungono una rappresentazione dell’hada (particolarmente difficile), ma questa tende a complicare il disegno e a far risultare meno chiare le caratteristiche essenziali.